# Simmer Down
"Simmer Down" je bio prvi singl sastava The Wailers, zajedno sa ska sastavom The Skatalites, u produkciji Clementa "Coxsonea" Dodda 1963. godine. Bio je pjesmom br. 1 na Jamajci veljače 1964.
Pjesma je bila usmjerena na "Rude Boye" iz ondašnjih jamajčanskih getova. Slala im je poruku neka se smire, "Simmer Down", prestanu s nasiljem i zločinom koji je u ono vrijeme bio po Kingstonu. Tema je istakla The Wailers među njihovim suvremenicima. The Wailersi su onda bili u sastavu: Bob Marley, Bunny Wailer, Peter Tosh, Junior Braithwaite, Cherry Smith i Beverley Kelso. Pjesma je bila prva Marleyeva uspješnica, a njegova karijera je od te pjesme doživjela polet.
Iako je Simmer Down bila uspješna, jedan od Wailersa iz prve postave, Peter Tosh, rekao je u razgovoru s novinarom da je mrzio tu pjesmu
Pjesmu su kasnije koristili The Mighty Mighty Bosstones za njihov EP Ska-Core, The Devil, and More, kao i The Specials za njihov album Today's Specials.